# 緑町 (立川市)
緑町（みどりちょう）は、東京都立川市の地名。住居表示未実施区域。「丁目」の設定のない単独町名である。郵便番号は、190-0014。

## 地理
立川市の西部に位置する。北は泉町、東は高松町、南は曙町及び富士見町、南西は、昭島市東町、西は昭島市郷地町に隣接する。旧立川飛行場の跡地であり、立川広域防災基地・国営昭和記念公園や立川警察署など新しい施設が多い。2020年春、立飛HDが開発したGREEN SPRINGSが街びらきされた。

## 世帯数と人口
2018年（平成30年）1月1日現在の世帯数と人口は以下の通りである。
| 町丁 | 世帯数    | 人口    |
| ---- | --------- | ------- |
| 緑町 | 1,326世帯 | 2,544人 |

## 小・中学校の学区
市立小・中学校に通う場合、学区は以下の通りとなる。
| 番地 | 小学校             | 中学校                 |
| ---- | ------------------ | ---------------------- |
| 全域 | 立川市立第五小学校 | 立川市立立川第二中学校 |

## 交通
道路
- 東京都道153号立川昭島線

## 施設
- 立川広域防災基地
- 国営昭和記念公園
- 昭和天皇記念館
- 立川防災合同庁舎
- 立川飛行場
- 陸上自衛隊立川駐屯地
- 立川地方合同庁舎
  - 関東財務局立川出張所
  - 東京税関立川出張所
  - 東京法務局立川出張所
  - 立川税務署
  - 立川労働基準監督署
  - ハローワーク立川
- 東京都立川地域防災センター
- 警視庁多摩総合庁舎
- 警視庁立川警察署
- 国立病院機構災害医療センター
- 東京地方裁判所立川支部
- 東京地方検察庁立川支部
- 東京都水道局多摩水道改革推進本部立川庁舎
- 東京電力パワーグリッド立川支社
- 自治大学校
- 国立国語研究所
- 国文学研究資料館
- 国立極地研究所
- 統計数理研究所
- 学校法人大原学園
  - 立川校本館（大原簿記公務員医療福祉保育専門学校立川校）[注釈 1]
  - 東京立川歯科衛生学院専門学校（2022年4月、本館隣地に新規開校）
- GREEN SPRINGS
  - 立川ステージガーデン
  - ソラノホテル
  - 多摩信用金庫本店
    - たましん美術館

### 過去に存在した施設
- 農林水産省関東農政局東京農政事務所立川政府倉庫